# Dąbrowa Górnicza Pogoria
Dąbrowa Górnicza Pogoria – przystanek kolejowy w Dąbrowie Górniczej, w województwie śląskim, w Polsce.

## Linia S1
Przystanek obsługiwany jest przez linię Kolei Śląskich S1 (Gliwice – Częstochowa) jedynie w okresie pomiędzy 11 czerwca a 30 sierpnia.

## Ruch pasażerski[2]
| Rok  | Wymiana pasażerska na dobę |
| ---- | -------------------------- |
| 2017 | 0-9                        |
| 2018 | 0-9                        |
| 2019 | 10-19                      |
| 2020 | 0-9                        |
| 2021 | 0-9                        |
| 2022 | 0-9                        |
| 2023 | 10-19                      |
| 2024 | 20-49                      |